# تومو ساکورایی
تومو ساکورایی (انگلیسی: Tomo Sakurai; (به ژاپنی: 櫻井 智، Sakurai Tomo) ۱۰ سپتامبر ۱۹۷۱) بازیگر و خواننده ژاپنی بود. او که در ابتدا عضوی از گروه سه نفره فرشته لیمویی بود، حرفه صداپیشگی خود را در دهه ۱۹۹۰ با بازی در نقش‌های مایلن فلر جنیوس در سریال تلویزیونی مارکوس ۷، میمی هانئوکا در انیمیشن ساهیت تیل، ماکیماچی میسائو در رونی کنشین، وی کارش را در شخصیت اصلی انیمیشن‌های سوپر دل لیکا چن و آیدل مستر: زینو گلوسیا (۲۰۰۷) آغاز کرد. او در چند سال آخر زندگی‌اش برای مدت کوتاهی از بازنشستگی خارج شد و در مجموعه سفرهای استادان پوکمون. و همچنین صداپیشگی سینتیا را بر عهده داشت و در انیمه پدربزرگ و مادربزرگ دوباره جوان می‌شوند (۲۰۲۴) در نقش کایده بازی کرد.

## زندگی‌نامه

### زندگی اولیه و حرفه
توموئه هاتا، اهل استان چیبا، در ۱۰ سپتامبر ۱۹۷۱ به دنیا آمد و کوچک‌ترین فرزند از چهار فرزند خانواده بود. او از دبیرستان دخترانه هینوده فارغ‌التحصیل شد.